# Nakh
 (mai 2015).
Si vous disposez d'ouvrages ou d'articles de référence ou si vous connaissez des sites web de qualité traitant du thème abordé ici, merci de compléter l'article en donnant les références utiles à sa vérifiabilité et en les liant à la section « Notes et références ».
On appelle Nakh un groupe de peuples du Caucase parlant des langues apparentées et partageant un certain nombre de caractères culturels communs. Autrefois plus répandu, il est désormais principalement constitué des Tchétchènes et des Ingouches qui sont deux peuples Vainakhs. Les Bats de Géorgie constituent un troisième peuple Nakh (mais non Vainakh). Ils sont aujourd'hui largement assimilés et leur langue est menacée.
L'architecture Nakh est connue pour ses tours médiévales à base carrée caractéristiques en Tchétchénie et en Ingouchie.

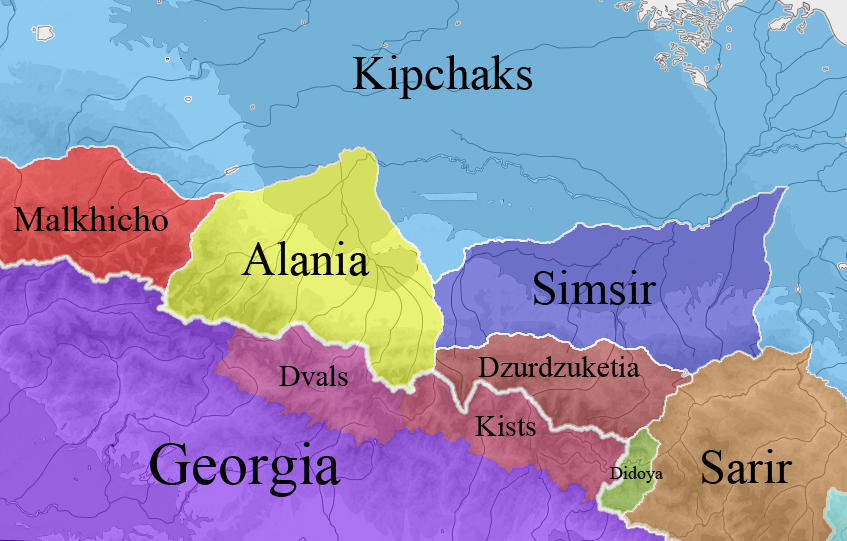
Caucase vers 1124
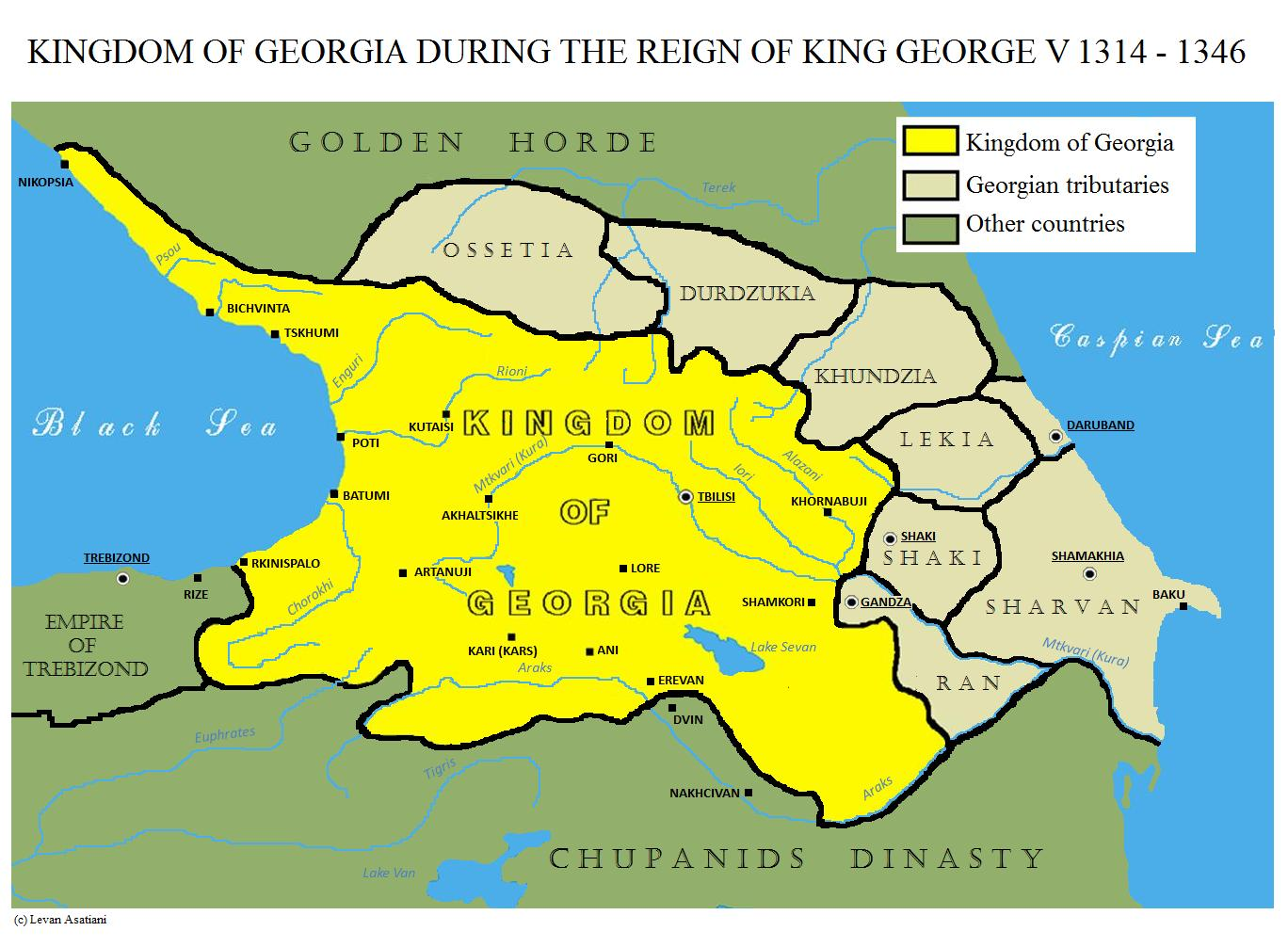
Géorgie et Caucase vers 1330
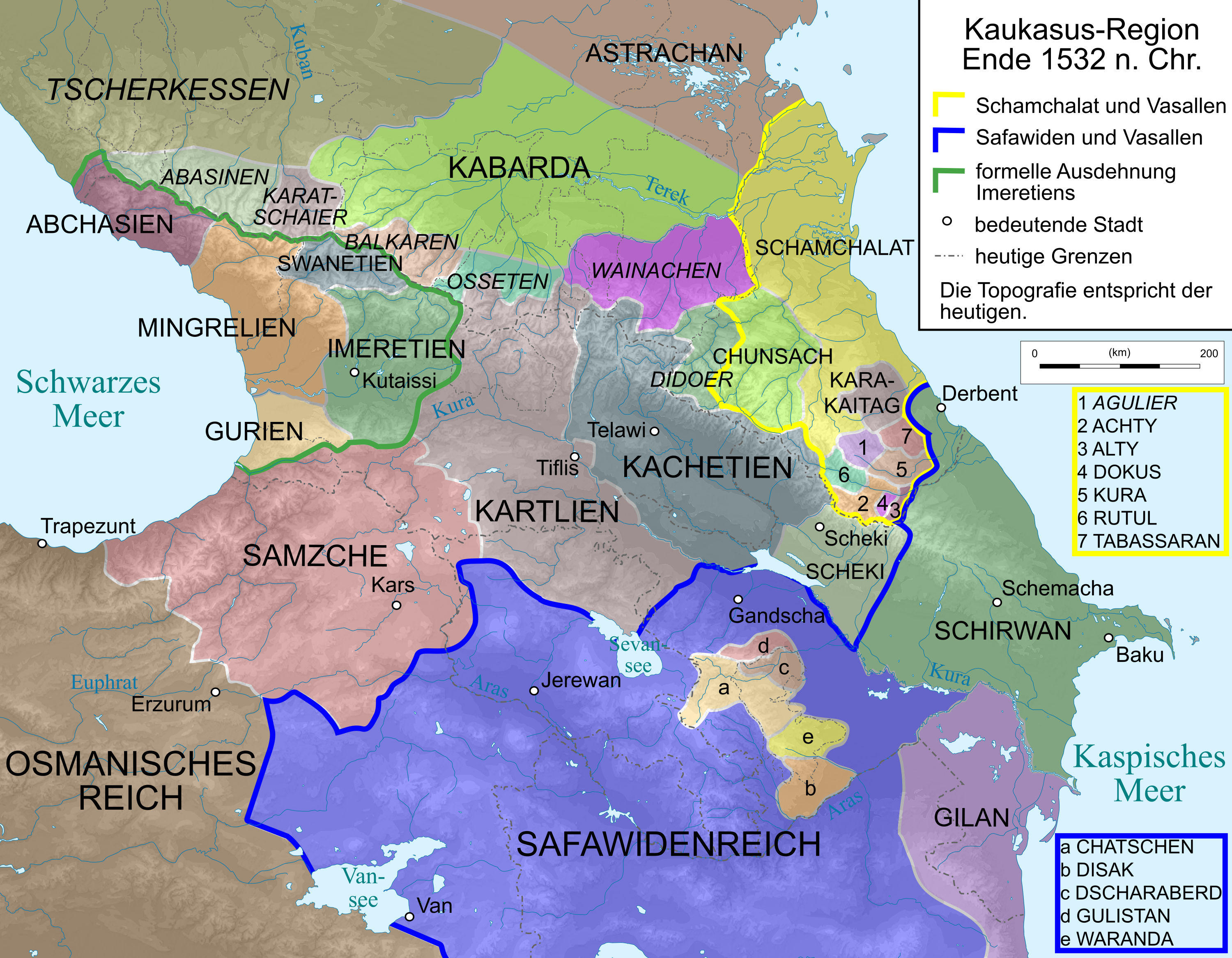
Caucase vers 1530
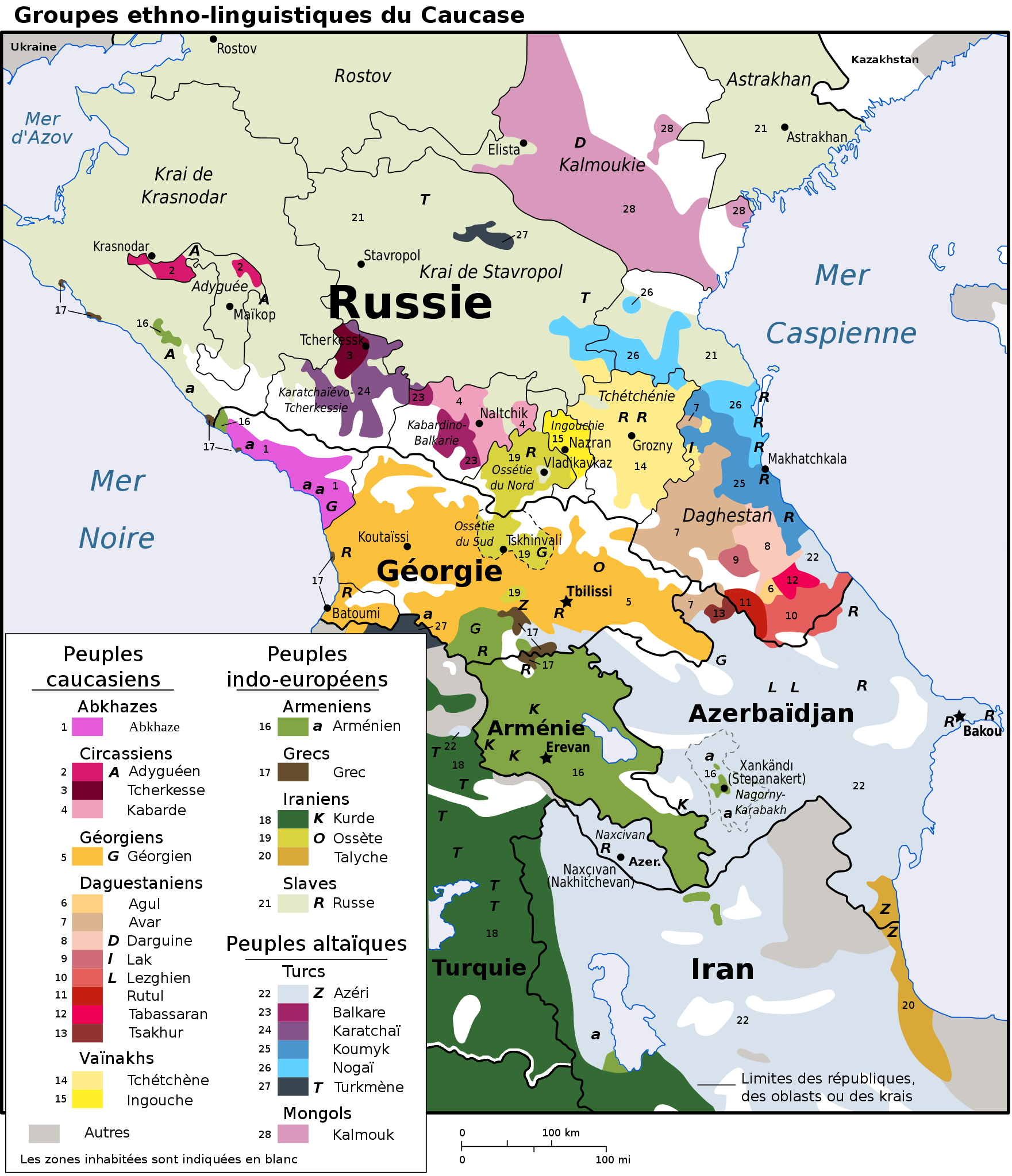
Ethnies et langues au Caucase vers 2023

## Galerie

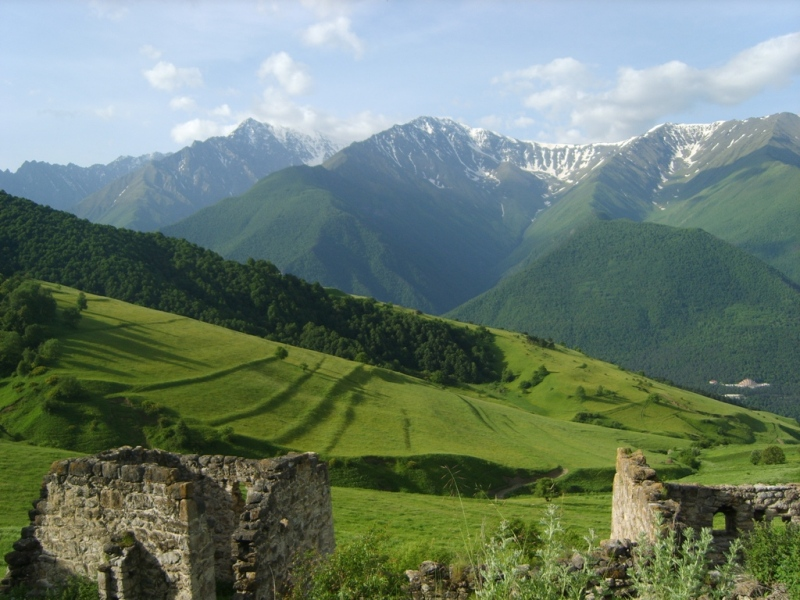
Montagne en Ingouchie
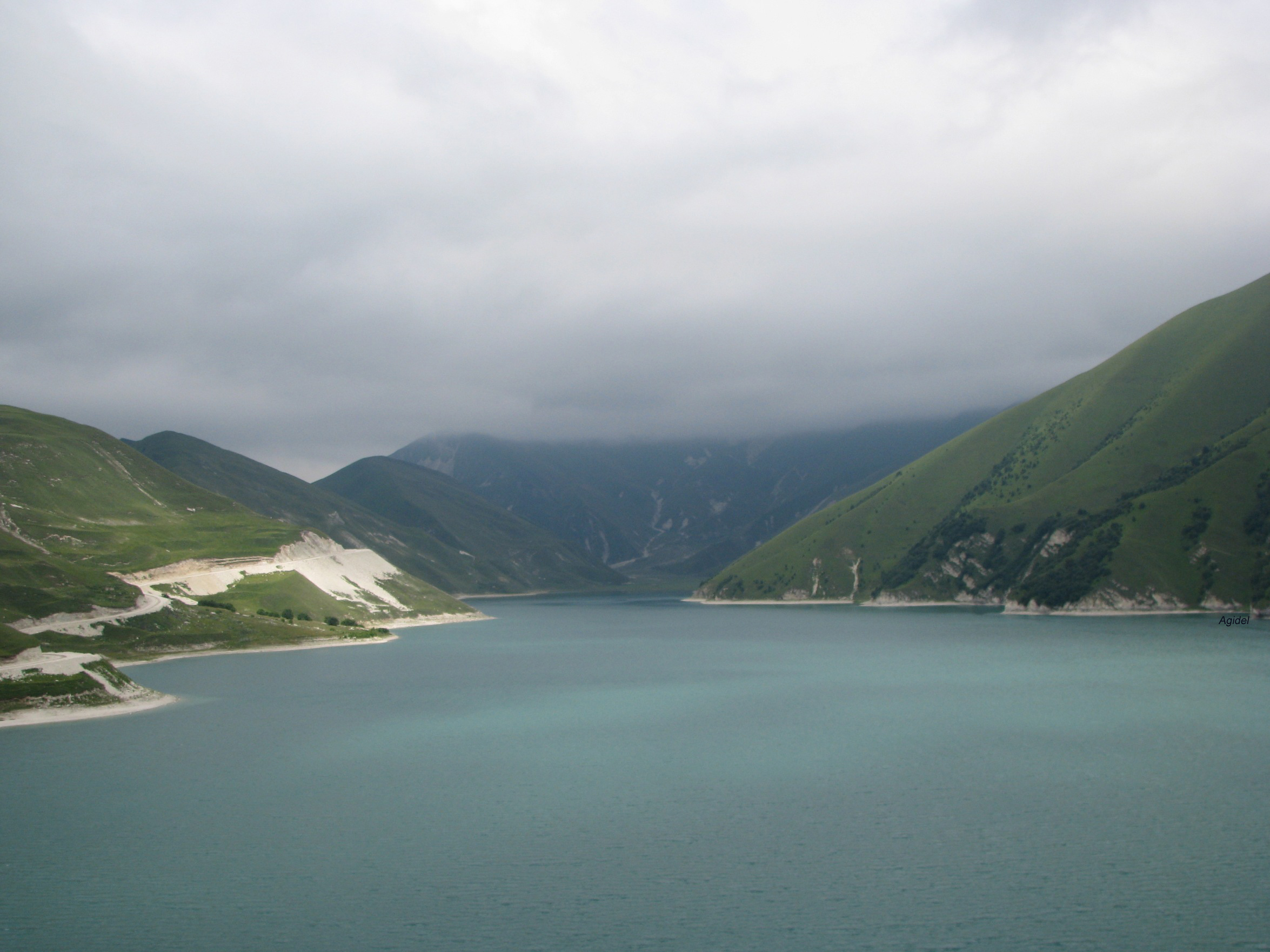
Kezenoïam
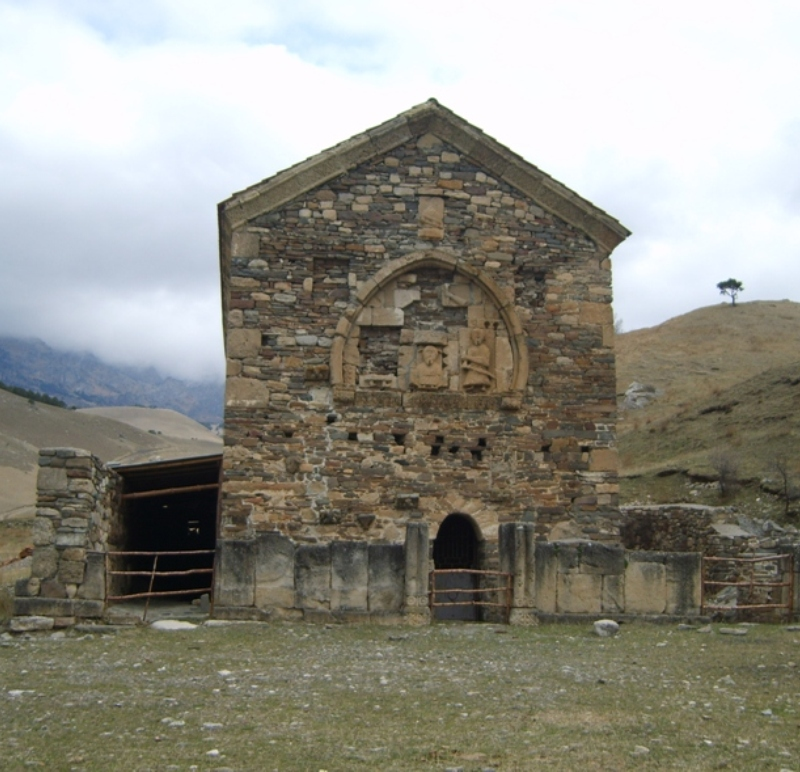
Église de Tkhaba-Yerdy, Ingouchie
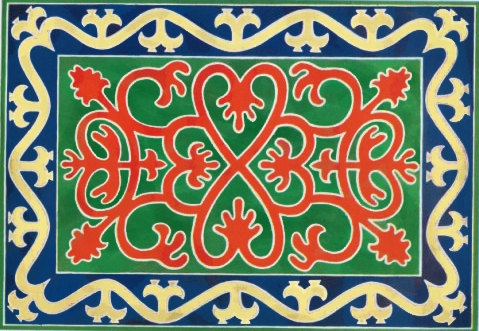
Tapis tchétchène
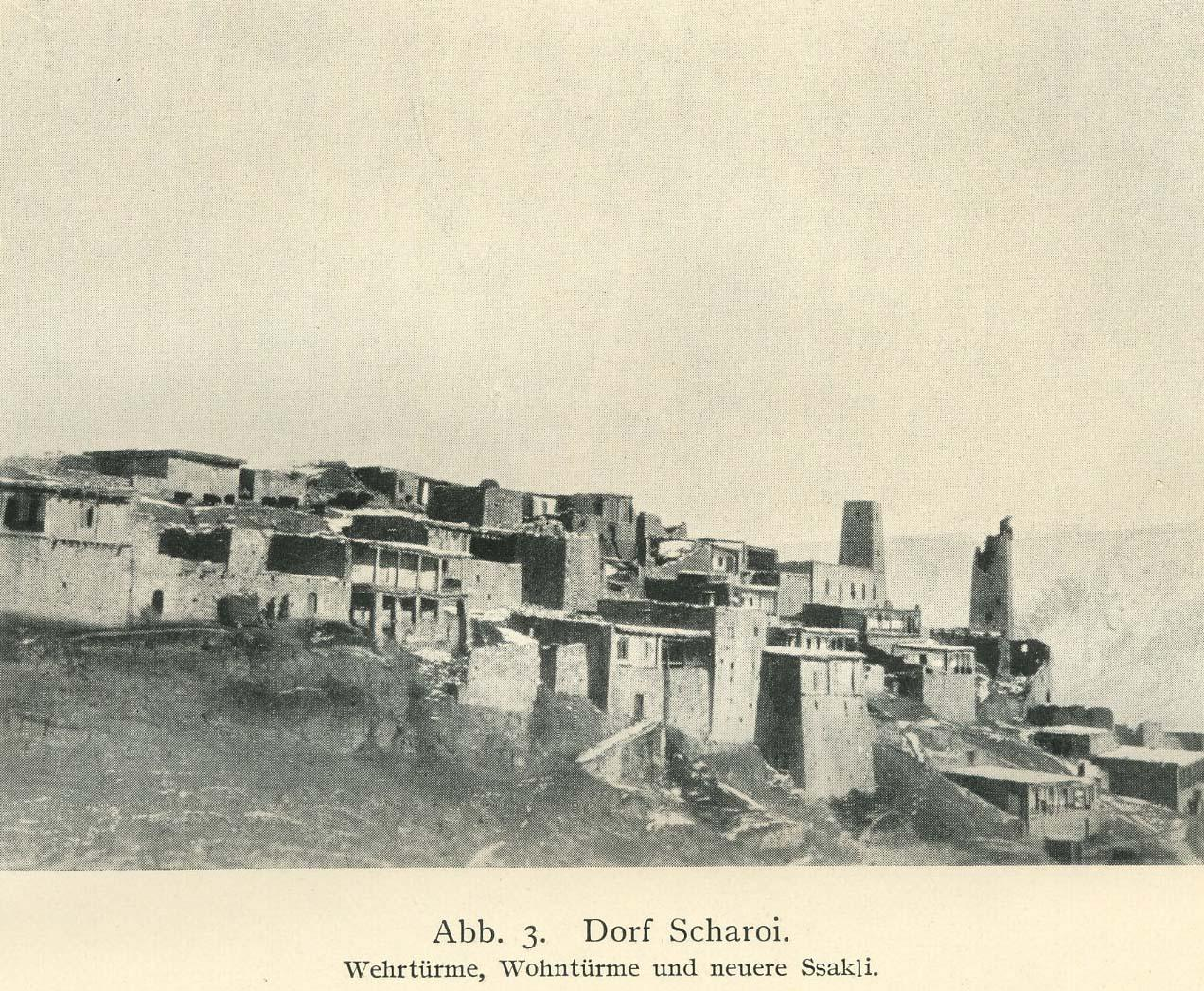
Sharoy (Tchétchénie)
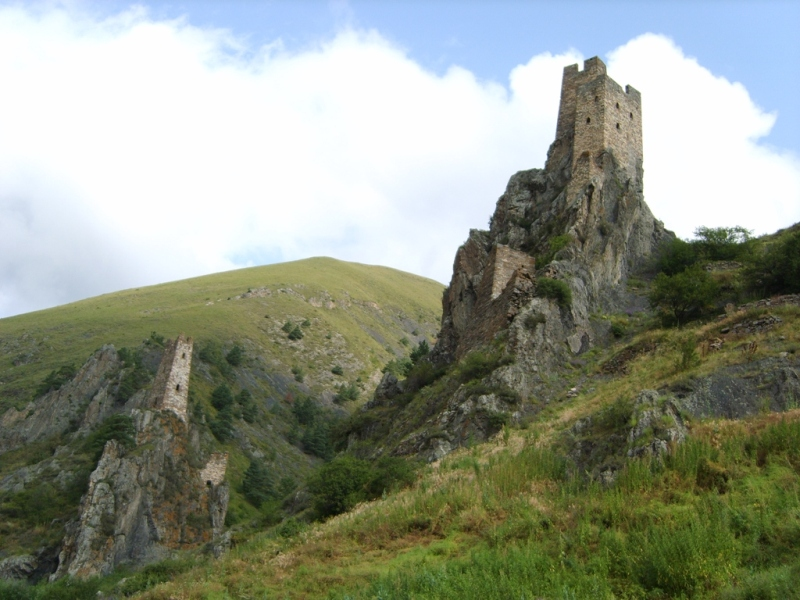
Les deux tours de Vovnushki en Ingouchie
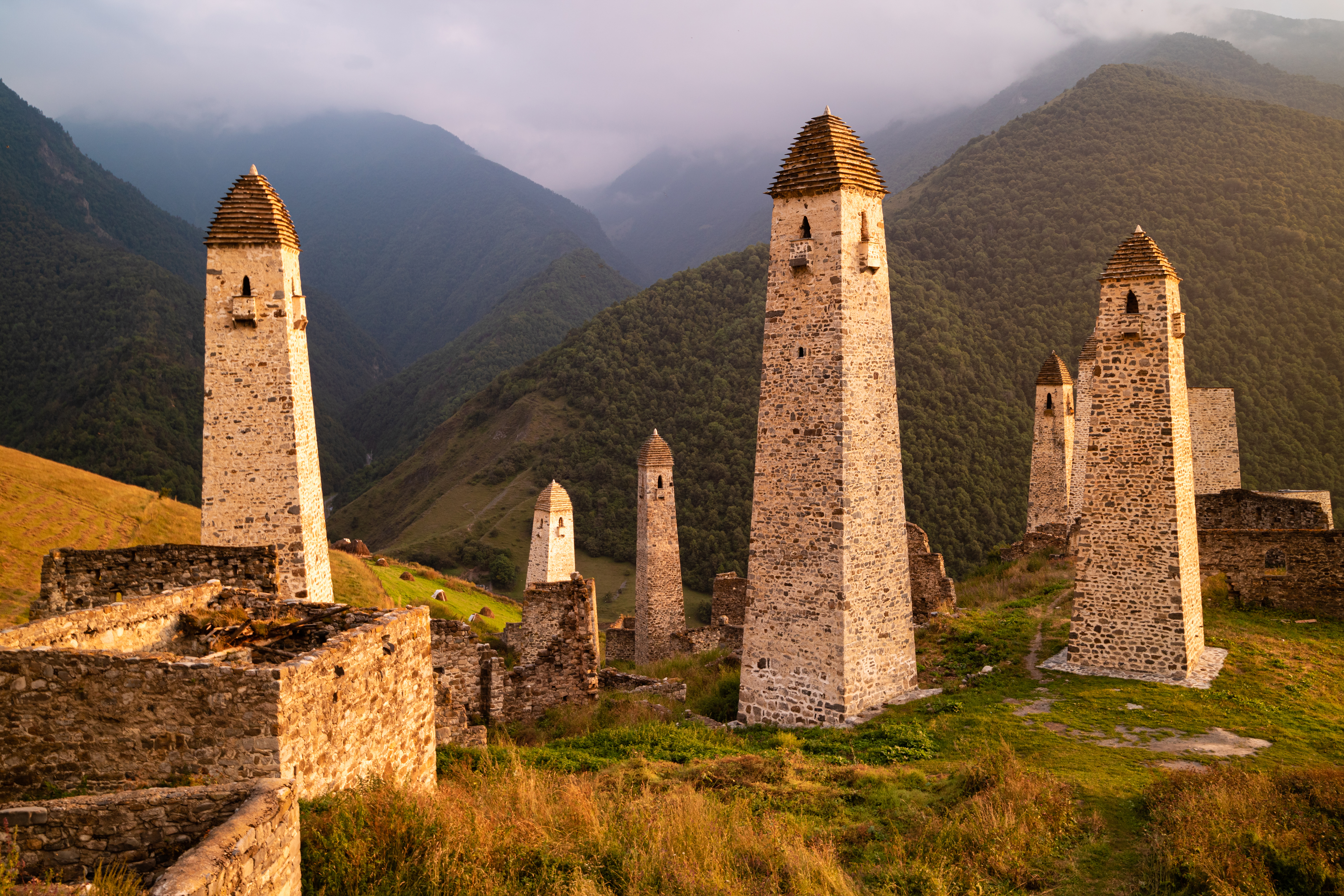
Ruines d'un établissement vainakh
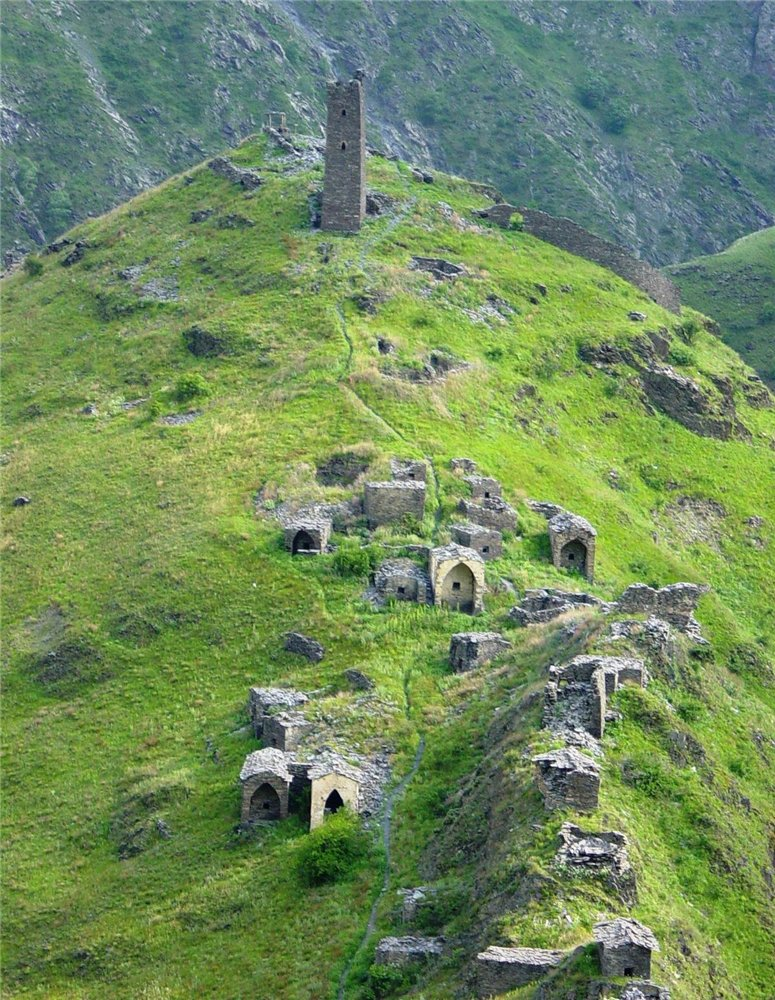
Nécropole d'Itum-Kale et tour de Tsoi-Pheda (Tchétchénie)